# Scott Kent
Pour les articles homonymes, voir Kent.
Scott Kent est un homme politique (yukonnais) canadien. 
Il est élu député qui représente de la circonscription de Riverdale Nord à l'Assemblée législative du Yukon lors de l'élection yukonnaise du 11 octobre 2011 et il est membre du caucus du Parti du Yukon.
Lors de l'élection yukonnaise du 4 novembre 2002, il fait campagne en vue d'obtenir un siège à l'Assemblée législative sous la barrière du Parti libéral du Yukon. Il termine en deuxième place contre Archie Lang dans une course à trois dans la circonscription électorale du Porter Creek Centre.